# Calendulauda
Calendulauda és un gènere d'ocells de la família dels alàudids (Alaudidae).

## Taxonomia
Segons la Classificació del Congrés Ornitològic Internacional (versió 2.6, 2010) aquest gènere està format per 8 espècies:
- Calendulauda sabota - alosa sabota.
- Calendulauda poecilosterna - alosa de pit rosat.
- Calendulauda alopex - alosa vulpina.
- Calendulauda africanoides - alosa lleonada.
- Calendulauda albescens - alosa del Karoo.
- Calendulauda burra - alosa rogenca.
- Calendulauda erythrochlamys - alosa de les dunes.
- Calendulauda barlowi - alosa de Barlow.